# ریچل بریتن
ریچل بریتن (به انگلیسی: Rachel Brathen)، یا به سوئدی (Rachel Bråthén, IPA: [ˈrɑ̌ːkɛl brɔˈteːn]) راشل براتن معلم یوگا سوئدی، از پیشگامان یوگا تخته پارو (Paddleboard Yoga)، و بنیانگذار جزیره یوگا آروبا در کارائیب است. او نویسنده کتاب پرفروش ۲۰۱۵ دختر یوگا است.

## زندگی‌نامه
ریچل بریتن در ۵ اکتبر ۱۹۸۸ درسوئد به دنیا آمد. پس از فارغ‌التحصیلی از دبیرستان، برای دنبال کردن یوگا به کاستاریکا رفت. او سه سال در آنجا زندگی کرد و به تمرین و کار در زمینه یوگا پرداخت. در سال ۲۰۱۰ برای تعطیلات به جزیره آروبا سفر کرد و با دنیس (همسر آینده ریچل)، ملاقات کرد. سالها بعد پس از ازدواج به آروبا بازگشتند و اکنون این زوج در این جزیره زندگی می‌کنند. او از پیشگامان یوگا ایستاده پدل برد (SUP Yoga) است. ریچل، تدریس این روش از یوگا را در سال ۲۰۰۹ آغاز کرد. او اکنون به عنوان مبدع و مخترع یوگا تخته پارو شناخته شده و در رویدادها و جشنواره‌های مختلف مانند Wanderlust در سراسر جهان این موضوع را ترویج می‌کند.
ریچل اکنون معلم بین‌المللی شناخته شده یوگا به عنوان ورزش است. او نویسنده کتاب دختر یوگااست که در سال ۲۰۱۵ پرفروش‌ترین کتاب نیویورک تایمز شد.«دختر یوگا» نیز نام اکانت اینستاگرام بریتن است. این کتاب به دلایل مختلف در ایران ترجمه نشد اما نسخه انگلیسی آن موجود است. براتن یک استودیوی یوگا به نام جزیره یوگا آروبا و همچنین سرویس ویدئویی یوگا oneOeight و سازمان غیرانتفاعی 109 World را تأسیس کرده‌است.
در سال ۲۰۱۷، مجله فوربز ریچل بریتن را در فهرست مهم‌ترین تأثیرگذاران افراد در رسانه‌های اجتماعی در رده تناسب اندام قرار داد و اشاره کرد که وی می‌تواند برای هر پست اینستاگرام مبلغی معادل ۲۵۰۰۰ دلار دریافت کند. او یک اینفلوئنسر تأیید شده یوگا است. او پادکستی را در مارس ۲۰۱۷ راه اندازی کرد که به پرفروشهای iTunes رسید. ریچل در سال ۲۰۱۹ زندگی‌نامه‌ای به نام «عاشق باش و رها کن: روایتی از عشق، جدایی و پذیرش» را منتشر کرد. این کتاب با ترجمه سارا مقدم ثابت توسط انتشارات کوله پشتی در تهران به چاپ رسیده‌است.

## کتابها
- دختر یوگا(۲۰۱۵)[۵]
- عاشق باش و رها کن(۲۰۱۹)[۶]